# Xalpantzingo
Xalpantzingo är en ort i Mexiko.   Den ligger i kommunen Cuetzalan del Progreso och delstaten Puebla, i den sydöstra delen av landet, 180 km öster om huvudstaden Mexico City. Xalpantzingo ligger 759 meter över havet och antalet invånare är 601.
Terrängen runt Xalpantzingo är bergig. Runt Xalpantzingo är det ganska tätbefolkat, med 179 invånare per kvadratkilometer. Närmaste större samhälle är Ciudad de Cuetzalan, 5,2 km väster om Xalpantzingo. I omgivningarna runt Xalpantzingo växer i huvudsak städsegrön lövskog.